# Cabify
Cabify (Maxi Mobility Spain, S.L.) és una empresa emergent madrilenya fundada el 2011 de xarxes de transport a nivell internacional que connecta usuaris i vehicles a través d'una aplicació mòbil. Els vehicles són conduïts pels seus propietaris que passen per un procés de selecció. Amb operacions a Amèrica Llatina, Espanya i Portugal, la companyia ofereix dos serveis: un per a clients corporatius i un altre per a usuaris particulars.
Cabify opera a Mèxic, Xile, Colòmbia, Perú, Brasil, Panamà, Equador, Portugal i Espanya. A principis de 2016, va aconseguir més d'un milió de descàrregues a nivell mundial, principalment Amèrica Llatina i Espanya.
El setembre de 2016 va llençar el seu servei «Cabify Electric», la primera flota de cotxes elèctrics a partir d'un acord amb BMW que va subministrar els vehicles model BMW i3, amb una autonomia de 200 quilòmetres.

## Història
Cabify va ser fundada al maig de 2011 per Juan de Antonio, enginyer en telecomunicacions i graduat per la Universitat Stanford. Va crear la empresa a partir de la seva pròpia experiència amb els taxistes a Àsia i Amèrica Llatina, on havia de negociar el preu abans de cada viatge, amb dificultats per aconseguir el rebut, i amb la insistència de demanar als conductors la parada del taxímetre. Va començar a definir la idea amb Adeyemi Ajao i Brendan Wallace i després van atreure inversors de Silicon Valley. Samuel Lown es va unir a l'equip com a CTO i dos mesos després van entrar Michael Koper, Adrián Merino i Mario Carranza.
Al febrer de 2012, sis setmanes després del seu llançament oficial, Cabify havia registrat 20.000 usuaris i realitzat gairebé 3.000 viatges, únicament a Madrid. En els següents dos anys, més de 150 conductors de Madrid es van unir a l'empresa. Al setembre de 2012, Cabify va recaptar $4 milions en una ronda d'inversió Series Seed de Black Vine, del fons belga Emerge; d'Angels Investors a través de AngelList (incloent als bessons Winklevoss) i una sèrie d'inversors llatinoamericans.
El 2013, després de la seva fundació a Espanya, va començar a fer operacions a Amèrica Llatina, obrint filials a Mèxic, Xile i el Perú,d'on venen el 80 % dels seus ingressos.
La segona ronda d'inversió de la companyia es va dur a terme a l'abril de 2014. La inversió de $8 milions de dòlars va ser dirigida per Seaya i Cabify ja tenia més de 100.000 descàrregues de l'aplicació a nivell global, de les quals més de 35.000 estaven a Espanya.
Inicialment, la primera categoria va ser denominada "Executive", amb vehicles d'alta gamma més cars que els taxis. El juny de 2013, la companyia va llançar «Cabify Lite», amb vehicles de gamma mitjana i que representava el 85% de l'oferta de l'empresa.
L'inversor més gran en l'empresa és la empresa de comerç electrònic japonesa Rakuten, que també és un inversora principal en l'aplicació de mobilitat Lyft. Va fer la seva primera inversió a Cabify a l'octubre de 2015, quan va aportar capital pel nou impuls a Amèrica Llatina. Els ingressos de Cabify van augmentar a $40 milions de dòlars, venint de $10 milions en el 2014 i $1 milió de dòlars el 2013. La companyia també es va associar amb Waze per completar els seus viatges amb major rapidesa i millorar la seguretat del conductor i del passatger.
Amb la nova inversió, Cabify va incrementar la seva expansió a Mèxic. El programa Hoy No Circula en la Ciutad de México va generar un augment del 200% en la demanda. Durant aquest període, va reduir les seves tarifes en un 25% per motivar als habitants a utilitzar mitjans alternatius de transport. A més, va donar una part dels seus ingressos a UNICEF. En aquest moment, la companyia operava en sis ciutats de Mèxic: Ciutat de Mèxic, Monterrey, Querétaro, Puebla, Guadalajara i Toluca.
A l'abril de 2016, Rakuten va invertir $92 milions de dòlars més en Cabify. La inversió de Rakuten va ser part d'una ronda de finançament en la qual Cabify va recaptar $120 milions de dòlars. Després d'això la companyia va anunciar que començaria a operar a Argentina (Buenos Aires i Rosario), Brasil (São Paulo), Costa Rica, Portugal (Lisboa), Bolívia, Equador, i Panamà. També va anunciar que expandiria els seus serveis actuals a les noves ciutats com Valparaíso i Vinya del Mar a Xile.
El 2015 va començar el seu servei per empreses a Bogotà,Colòmbia, on va rebre el suport de l'Associació de Consumidors Lliures. A l'abril de 2016, va començar operacions a Cali i va anunciar la seva expansió a Medellín i la regió del Carib, específicament a les ciutats de Barranquilla i Cartagena. També va donar a conèixer que planejava oferir els seus serveis en Pereira, Manizales i Bucaramanga a la fi d'any.
Des de 2016, dona el seu servei a Madrid, València, Bilbao, Vitòria, La Corunya i Màlaga, l'illa de Tenerife i també a Barcelona. Després del finançament de 2016, Cabify va ser valorada en $320 milions de dòlars. Actualment compta amb 400 empleats fixos a les àrees d'enginyeria, vendes, màrqueting, logística i servei al client.

## Servei
Cabify és un punt de contacte entre usuaris i una selecció de conductors privats, a través de l'aplicació mòbil disponible per Android i iPhone, igual que a la seva pàgina web. Els usuaris paguen pel servei a través de la seva targeta de crèdit o compte de PayPal; durant el 2016, alguns països han incorporat els pagaments en efectiu. El sistema de pagament està protegit per Symantec'sVerisign.
El servei ha estat considerat com una alternativa de mobilitat d'alta qualitat. Ofereix tres categories fonamentals de vehicles: «Executive» (vehicles Mercedes S-Class o Audi A8), «Lite» (Toyota Avensis) o Group (6 persones). En algunes ciutats ofereix també «Cabify Express», un servei de lliurament immediat via moto taxis, a Perú; «Cabify Taxi», un servei per accedir a taxis locals, a Espanya; «Cabify City», un servei de conductors independents, a Xile; «Cabify Bike», un servei on els usuaris poden conduir les seves bicicletes, i al Perú «Cabify Cash», un servei que permet als usuaris pagar amb efectiu en lloc de targetes de crèdit.
Cabify va ser el primer servei privat a oferir una opció de transport per a persones amb discapacitat. El servei va ser presentat en conjunt amb Peugeot a Mèxic, on el 6.6% de la població té algun tipus de discapacitat. Des de llavors, el servei ha estat incorporat a Xile, Espanya i Perú. Els plans a futur de Cabify inclouen una expansió global de «Cabify Access», un servei enfocat a les persones amb discapacitat.
Cabify realitza el 60% del seu servei a usuaris corporatius i la resta a usuaris particulars. Ha fet aliances amb LAN, Aeroméxico i Visa.

### Aplicació mòbil
L'aplicació mostra als usuaris la ubicació dels conductors, assigna al conductor més proper i el dirigeix fins al punt on es troba l'usuari. Cabify es queda una comissió d'aproximadament el 20%. Una finalitzat el recorregut, l'usuari rep el resum del seu viatge al seu telèfon mobil, incloent la distància, durada i cost del trajecte. L'usuari pot valorar el viatge i el conductor.
Cabify dona la possibilitat de donar seguiment al trajecte des del començament del viatge fins al punt d'arribada. Si el senyal es perd per més de seixanta segons o la ruta canvia considerablement, el passatger rebrà una trucada telefònica per verificar la seva seguretat i comoditat. L'aplicació permet triar als usuaris el tipus de servei (Executive, Lite o Group) i ofereix altres opcions com que el conductor parli un idioma estranger, temperatura del vehicle, que el conductor obri la porta, que truqui una vegada ha arribat al lloc de trobada o triar la ràdio que l'usuari prefereixi.
Cabify té integrat Waze que dona al conductor la millor ruta possible pel trajecte.

### Conductors
Els conductors de Cabify són seleccionats a partir d'exàmens psicométrics, toxicológics (anàlisis d'alcohol i drogues), i el grau de coneixement de la ciutat. Han de demostrar que no tenen antecedents penals o infraccions de trànsit.
Tots els conductors porten una vestimenta formal. i s'espera que siguin amables i atenguin els requeriments del passatger. A més han de prendre la ruta òptima cap a la destinació, si canvien la ruta sense l'aprovació del passatger, poden ser penalitzats per Cabify.

### Legalitat
Cabify presta el seu servei de forma legal en els països on té presència. A Espanya, els transportistes que col·laboren amb Cabify ho fan sota un règim de contracte mercantil de serveis, ja siguin empreses o autònoms propietaris de flota de vehicles VTC (Vehicle de Turisme amb Conductor). Cabify no dona d'alta autònoms, sinó que aquests ja s'han constituït com a tals abans de començar la seva relació contractual. Els conductors que col·laboren amb Cabify no perceben un sou mensual, ni anual de caràcter fix. Els seus ingressos són a partir de la facturació de les hores i serveis realitzats.

### Diferenciació
Cabify es diferencia dels seus competidors per la forma de tarifació per quilòmetre en funció de la millor ruta. El passatger paga per la ruta més directa, independentment de la ruta triada pel conductor. Uber, en comparació, cobra d'acord amb els quilòmetres i minuts que l'usuari viatja dins del vehicle. Cabify ha establert els preus perquè el cost per quilòmetre no canviï depenent de l'hora del dia. Uber, per l'altre costat, té preus dinàmics que canvien d'acord amb les hores punta, el clima o esdeveniments locals. Cabify és descrit com un element motivador socialment: “No som alguna cosa que el conductor fa en el seu temps lliure. Som la seva principal font d'ingrés. No creiem que hauria de ser alguna cosa ocasional, sinó un treball que pot sustentar una família."
Una prova d'usuari realitzada per diari ABC va determinar que Cabify era el més barat entre Uber i City Taxi, pel mateix viatge.